# Subnivala rummet
Subnivala rummet är det utrymme som bildas under snön i områden med vinterklimat. Storleken är beroende av markvegetationen. Tack vare snöns isolerande förmåga är temperaturen högre och utrymmet är därför ett tillhåll för gnagare och andra smådjur.
På grund av den begränsade luftmängden kan koldioxidhalten bli hög i det subnivala rummet. Spår av gnagarnas tunnlar kan ses när snön smälter bort, då den nedtrampade snön ligger kvar längre.[källa behövs]